# Орфоргліпрон
Орфоргліпрон (LY-3502970) — це пероральний непептидний агоніст глюкагоноподібного пептиду-1 з невеликою молекулою, розроблений корпорацією Eli Lilly and Company як препарат для схуднення.   Вважають, що його легше виробляти, ніж наявні пептидні агоністи GLP-1, і очікується, що він буде дешевшим. 
Орфоргліпрон ефективно знижує рівень глікованого гемоглобіну (HbA1c) і вагу у пацієнтів з типом 2 діабетом та ожирінням. У клінічному дослідженні фази 2, учасники, які приймали орфоргліпрон, мали зниження ваги від 8,6% до 14,7% протягом 36 тижнів порівняно з 2,0-2,3% у групи плацебо  .  
Найпоширеніші несприятливі реакції орфоргліпрону — це гастроінтестинальні розлади, які зазвичай є легкими та помірними і відбуваються під час збільшення дози. Профіль безпеки схожий з ін'єкційними агоністами GLP-1  
Орфоргліпрон має довгий період напіввиведення (25-68 годин), що дозволяє приймати його один раз на добу без обмежень щодо води та їжі .  
Орфоргліпрон виявився ефективним у зниженні рівня HbA1c і ваги, хоча інші препарати, такі як ретатрутид і тирзепатид, можуть мати більший ефект на вагу  .  
Станом на березень 2025 року клінічні дослідження тривають і препарат не отримав дозвіл на продаж.  

## Дивіться також
- Данугліпрон
- Лотігліпрон